# Saison 2022 de l'équipe cycliste féminine Uno-X Pro
La saison 2022 de l'équipe cycliste Uno-X Pro est la première de la formation.

## Préparation de la saison

### Effectifs
| Effectif 2022                       | Effectif 2022     | Effectif 2022 | Effectif 2022                                    |
| Cycliste                            | Date de naissance | Pays          | Équipe précédente                                |
| ----------------------------------- | ----------------- | ------------- | ------------------------------------------------ |
| Anniina Ahtosalo                    | 27 août 2003      | Finlande      | Team Rytger powered by Cykeltøj-Online.dk (2021) |
| Susanne Andersen                    | 23 juillet 1998   | Norvège       | Team DSM (2021)                                  |
| Elinor Barker                       | 7 septembre 1994  | Royaume-Uni   | Drops-Le Col (2021)                              |
| Hannah Barnes                       | 4 mai 1993        | Royaume-Uni   | Canyon-SRAM Racing (2021)                        |
| Rebecca Koerner                     | 22 septembre 2000 | Danemark      | ABC Dame Elite (2021)                            |
| Julie Norman Leth                   | 13 juillet 1992   | Danemark      | Ceratizit-WNT Pro Cycling (2021)                 |
| Joscelin Lowden                     | 3 octobre 1987    | Royaume-Uni   | Drops-Le Col (2021)                              |
| Hannah Ludwig                       | 15 février 2000   | Allemagne     | Canyon-SRAM Racing (2021)                        |
| Amalie Lutro                        | 15 mars 2000      | Norvège       | Coop-Hitec Products (2021)                       |
| Wilma Olausson                      | 9 avril 2001      | Suède         | Team DSM (2021)                                  |
| Mie Bjørndal Ottestad               | 17 juillet 1997   | Norvège       | Andy Schleck-CP NVST-Immo Losch (2021)           |
| Anne Dorthe Ysland                  | 9 avril 2002      | Norvège       | Coop-Hitec Products (2021)                       |
| Marte Berg Edseth (28 juin–31 déc.) | 6 octobre 1998    | Norvège       | Ringerike Sykkelklubb (2022)                     |
|                                     |                   |               |                                                  |
| Source : ProCyclingStats            |                   |               |                                                  |

### Encadrement
Le directeur général est Jens Haugland. Le directeur sportif de l'équipe est Lars Bak Ytting et son adjointe Alexandra Greenfield.

## Déroulement de la saison

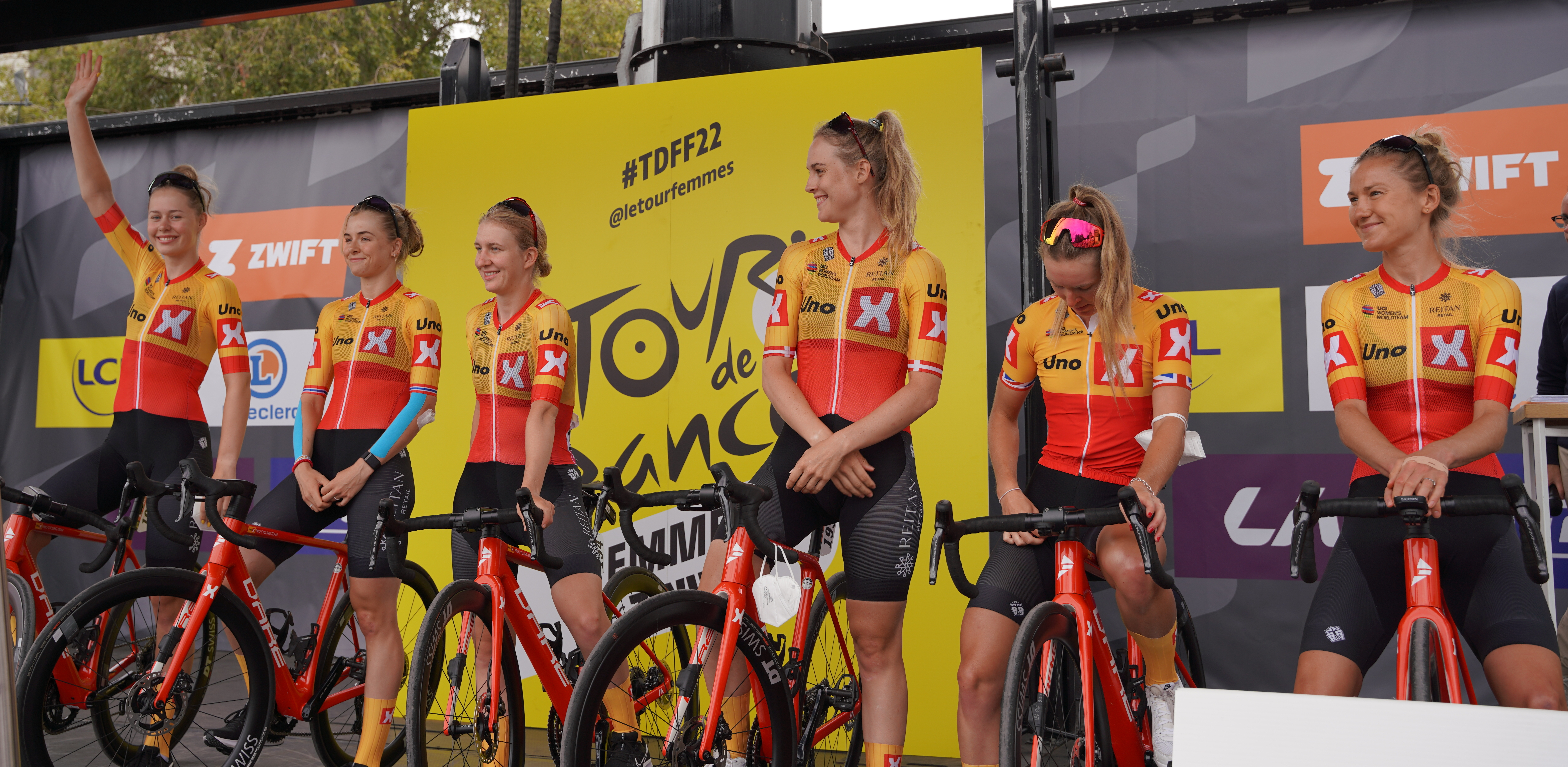
Sur le Tour de France.

## Victoires

### Sur route
| Victoires | Victoires                                          | Victoires   | Victoires | Victoires        | Victoires |
| Date      | Course                                             | Pays        | Classe    | Vainqueur        |           |
| --------- | -------------------------------------------------- | ----------- | --------- | ---------------- | --------- |
| 17 juin   | Championnat de Finlande du contre-la-montre        | Finlande    | CN        | Anniina Ahtosalo |           |
| 18 juin   | Championnat de Finlande sur route                  | Finlande    | CN        | Anniina Ahtosalo |           |
| 23 juin   | Championnat de Grande-Bretagne du contre-la-montre | Royaume-Uni | CN        | Joscelin Lowden  |           |

## Classement mondial
| Classement UCI | Classement UCI        | Classement UCI | Classement UCI |
| Coureuse       | Coureuse              | Pays           | Points         |
| -------------- | --------------------- | -------------- | -------------- |
| 79e            | Susanne Andersen      | Norvège        | 398 pts        |
| 166e           | Anniina Ahtosalo      | Finlande       | 185 pts        |
| 213e           | Julie Norman Leth     | Danemark       | 135.33 pts     |
| 249e           | Joscelin Lowden       | Royaume-Uni    | 111 pts        |
| 375e           | Anne Dorthe Ysland    | Norvège        | 73 pts         |
| 575e           | Marte Berg Edseth     | Norvège        | 38 pts         |
| 609e           | Rebecca Koerner       | Danemark       | 33.33 pts      |
| 622e           | Mie Bjørndal Ottestad | Norvège        | 32 pts         |
| 683e           | Amalie Lutro          | Norvège        | 28 pts         |
| 731e           | Hannah Ludwig         | Allemagne      | 23 pts         |